# Точка беззбитковості

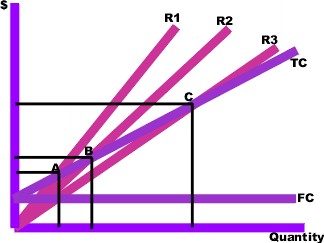

Точка беззбитковості (Break-Even Point) — обсяг або рівень операцій, при якому сукупний дохід дорівнює сукупним витратам, тобто це точка нульового прибутку або нульових збитків.
Точка беззбитковості є одним з показників, застосовуваних для оцінки ефективності інвестиційних проєктів. Оскільки точка беззбитковості відповідає обсягу продажів продукції, починаючи з якого її випуск повинен приносити прибуток, розрахований для її досягнення обсяг продажів (випуску) зіставляється із проєктною потужністю створюваного підприємства.
Аналіз беззбитковості проєкту дозволяє виявити залежність розміру прибутку від визначальних факторів: обсягу продажів, зміни ціни продукції, видатків на будівництво підприємства цін на сировину і т.і. Ця інформація з урахуванням бажаного інтервалу значень цін продажу, видатків підприємства і т.і. може використовуватися для оцінки інвестиційного проєкту й інвестиційного ризику.
Розрахунок точки беззбитковості проводиться за формулою: Q = FC/(P — AVC), де
Q — точка беззбитковості (обсяг продажів);
FC- сума постійних видатків;
Р- ціна за одиницю продукції;
AVC- змінні видатки на одиницю продукції.
Так само точку беззбитковості можна визначити графічним методом, будуючи графіки видатків і продажів.
В менеджменті також використовується аналіз беззбитковості. Розміри прибутків і збитків організації значною мірою залежать від обсягів продажу її продукції. Саме для того, щоб з'ясувати, якими мають бути обсяги продажу продукції організації, щоб досягти прибутковості, і проводиться аналіз беззбитковості.
Точка беззбитковості характеризує таку ситуацію, за якої загальні доходи від продажу продукції організації повністю покривають витрати на її виробництво й реалізацію (ситуація, коли організація не отримує прибутків, але не має і збитків). Таким чином, точка беззбитковості показує, скільки одиниць продукції має продати орагнізація, щоб її витрати окупилися її доходами. Продаж кожної наступної одиниці продукції приноситиме організації прибуток. Навпаки, зменшення обсягів продажу продукції нижче за рівень, визначений точкою беззбитковості, означає, що організація нестиме збитки.
Для визначення точки беззбитковості необхідно знати: — ціну продажу одиниці продукції організації; — прямі витрати (змінні витрати) на одиницю продукції; — загальні операційні витрати.
Обчислення точки беззбитковості здійснюється за формулою: Тб = Зов / Цоп — Вп, де Тб — точка беззбитковості;
Зов — загальні операційні витрати організації;
Цоп — ціна одиниці продукції організації;
Вп — прямі витрати на одиницю продукції.
Якщо проєкт передбачає реалізацію не одного, а декількох видів продукції, то точка беззбитковості визначається у грошовому виразі за формулою: Q = FC/Km
Km = GM/TR
GM = TR-VC
де
Q — точка беззбитковості (обсяг продажів);
FC- сума постійних видатків;
Km — коефіцієнт валової маржі;
GM — валова маржа;
VC — змінні видатки на загальний обсяг виробництва;
TR — виручка
Q = (FC*TR)/(TR-VC)

## Джерело
- Шаблон для разрахунків Точка беззбитковості
- Глосарій Менеджмент.com.ua
- Poultry Market